# B in the Mix: The Remixes
B in the Mix: The Remixes è il primo album di remix della cantante statunitense Britney Spears, pubblicato nel 2005 dalla Jive Records.

## Descrizione
L'album vanta la presenza dei più famosi remixer mondiali come: Peter Rauhofer, Jacques Lu Cont (ovvero Stuart Price, produttore dell'album Confessions on a Dance Floor di Madonna), Justice, Junkie XL e Jason Nevins.
L'unico singolo estratto, And Then We Kiss, è stato pubblicato nell'ottobre 2005. Anch'esso, come altri, era stato registrato nel 2003 come brano da inserire nell'album In the Zone e nell'EP Britney & Kevin: Chaotic, ma l'idea fu scartata per motivi non specificati. La canzone ha raggiunto la posizione 15 della Hot Dance Radio Airplay di Billboard. La versione originale è stata pubblicata in rete il 2 settembre 2011.

## Tracce
1. Toxic (Peter Rauhofer Reconstruction Mix Edit) – 6:46 (Cathy Dennis, Christian Karlsson, Pontus Winnberg, Henrik Jonback)
2. Me Against the Music (feat. Madonna) (Justice Remix) – 4:01 (Christopher Stewart, Penelope Magnet, Thabiso Nikhereanye, Terius Nash, Gary O'Brien)
3. Touch of My Hand (Bill Hamel Remix) – 5:19 (Britney Spears, Jimmy Harry, Bale'wa Muhammed, Shep Solomon)
4. Breathe on Me (Jacques Lu Cont's Thin White Duke Mix) – 3:55 (Stephen Lee, Steven Anderson, Lisa Greene)
5. I'm a Slave 4 U (Dave Audé Slave Driver Remix) – 5:51 (Pharrell Williams, Chad Hugo)
6. And Then We Kiss (Junkie XL Remix) – 4:27 (Britney Spears, Mark Taylor, Paul Barry)
7. Everytime (Valentin Remix) – 3:25 (Britney Spears, Annette Artani)
8. Early Mornin' (Jason Nevins Remix) – 3:38 (Britney Spears, Moby, Christopher Stewart, Penelope Magnet)
9. Someday (I Will Understand) (Hi-Bias Signature Radio Remix) – 3:46 (Britney Spears)
10. ...Baby One More Time (Davidson Ospina Club Mix Edit) – 4:38 (Max Martin)
11. Don't Let Me Be the Last to Know (Hex Hector Club Mix Edit) – 8:15 (Robert Lange, Shania Twain)

Tracce bonus nella versione iTunes
1. Toxic (Peter Rauhofer Reconstruction Radio Edit) – 4:30 (Peter Rauhofer)
2. Touch of My Hand (Bill Hamel Dub) – 7:17 (Bill Hamel, Barry Jamieson)
3. I'm a Slave 4 U (Dave Audé Slave Driver Extended Mix) – 7:05 (Dave Audé)
4. Touch of My Hand (Bull Hamel 12" Mix) – 7:44 (Bill Hamel, Barry Jamieson)
5. Toxic (Peter Rauhofer Reconstruction Mix) – 0:58 (Peter Rauhofer)

Tracce bonus nell'edizione britannica
1. Stronger (Mac Quayle Mixshow Edit) – 5:21 (Mac Quayle)
2. I'm Not a Girl, Not Yet a Woman (Metro Remix) – 5:25 (Metro)

Tracce bonus nell'edizione giapponese
1. Someday (I Will Understand) (Gota Remix feat. MCU) – 4:42

## Classifiche
| Classifica (2005) | Posizione massima |
| ----------------- | ----------------- |
| Belgio (Vallonia) | 99                |
| Francia           | 32                |
| Giappone          | 25                |
| Italia            | 59                |
| Regno Unito       | 98                |
| Stati Uniti       | 134               |